# Conquista de Valencia por Jaime I

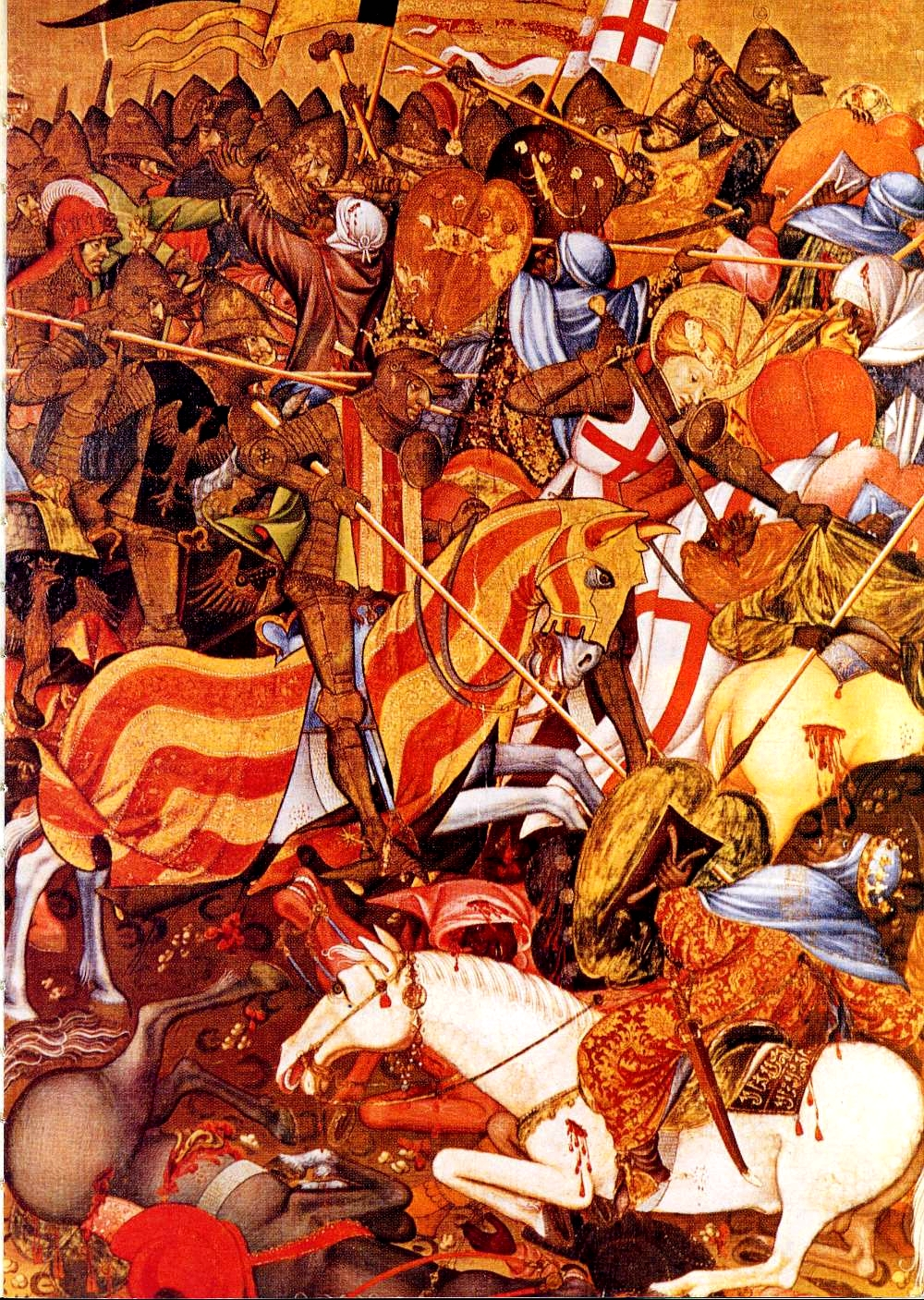
Pieza central del Retablo del Centenar de la Ploma de principios del (actualmente en el Victoria and Albert Museum de Londres) que representa la batalla del Puig en la que aparece el rey Jaime I (con el Señal real de Aragón), acompañado de San Jorge (con su cruz distintiva), combatiendo a los musulmanes de Balansiya (aunque en realidad Jaime I no estuvo presente en esa batalla).

La conquista de Valencia por Jaime I (en árabe: بلنسية (Balansiya)) fue el conjunto de maniobras militares comandadas por el rey de Aragón y conde de Barcelona Jaime I que llevaron a la incorporación a su Corona del territorio de la taifa andalusí de Valencia y de una parte de la de Murcia, constituyendo a partir de 1238 el Reino de Valencia.

## Conquista
La derrota del rey de Aragón y conde de Barcelona Pedro II de Aragón en la batalla de Muret (1213) —en la que falleció el propio monarca— puso fin al proyecto de expansión de la Corona de Aragón al otro lado de los Pirineos, por lo que a partir de ese momento aquella se dirigirá decididamente hacia el sur, aprovechando la debilidad del poder musulmán en Al-Ándalus tras la derrota del Imperio Almohade en la batalla de las Navas de Tolosa del año anterior —en la que también había intervenido Pedro II— y que había dado paso a los Terceros reinos de taifas.

Mapa de la península ibérica en 1230. Aparecen la taifa de Valencia, la taifa de Denia y la taifa de Murcia, cuyos territorios serán conquistados por Jaime I, formando gran parte de ellos el nuevo Reino de Valencia.

Los problemas internos durante la minoría de edad de Jaime I —cuando murió su padre Pedro II solo tenía cinco años— aplazaron la prevista ofensiva hacia el sur. Se retomó en 1225 con el intento de la toma de Peníscola que fracasó por la falta de colaboración de la nobleza aragonesa. Sin embargo, el gobernador almohade de Valencia Abu Zayd, temiendo un ataque mayor desde Teruel, pactó con Jaime I el pago de un tributo anual muy oneroso, que equivalía a la quinta parte de las rentas públicas de Valencia y de Murcia, lo que provocó el descontento de la población y una revuelta de la nobleza local encabezada por Zayyan ibn Mardanish a finales de 1228 o principios de 1229 que lo obligó a huir a Sogorb junto a la frontera cristiana —por esas mismas fechas Ibn Hud se hacía con el poder en la taifa de Murcia, que extendería a Andalucía—. Poco después Zayyan, aprovechando que Jaime I estaba ocupado en la conquista de Mallorca, atacó la región de Amposta y de Tortosa, en el Principado de Cataluña, con la probable finalidad de asentar su poder al frente de la taifa de Valencia. Este episodio que no tuvo consecuencias le servirá sin embargo a Jaime I para legitimar su ataque a Valencia en el Llibre dels feits.
En aquel momento el rey, «que todavía no tenía un proyecto definido y aún menos la voluntad de crear un nuevo reino», había cedido la iniciativa a los nobles y a las milicias comunales del reino de Aragón, a los que había concedido la propiedad de todos los castillos y villas que pudieran ocupar en territorio musulmán. En 1231 Blasco de Alagón tomaba Morella, y al año siguiente los peones de Teruel conquistaban Ares. Tras estos éxitos aragoneses Jaime I decidió asumir personalmente el mando de la conquista, probablemente temiendo que se formaran señoríos prácticamente independientes como el de Albarracín. Se reunió en Alcañiz con Blasco de Alagón y con el maestre de la Orden del Hospital para diseñar la estrategia a seguir. Se decidió que se atacarían los centros neurálgicos situados en el llano, como Burriana y la misma Valencia, en lugar de rendir uno por uno los castillos y las fortificaciones.

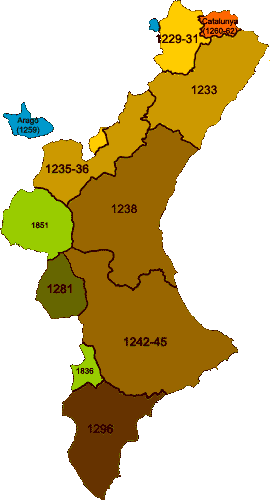
Cronología de la Conquista del Reino de Valencia, incluyendo las agregaciones hechas a lo largo del.

En la conquista comandada personalmente por Jaime I se suelen distinguir tres fases:
- La primera se inició en la primavera de 1233 y consistió en la conquista de Burriana, y tras ella el resto de lugares situados en la parte septentrional de la taifa de Valencia. Jaime I partió de Teruel para bajar hacia la costa siguiendo el valle del río Palancia y contando con la alianza del antiguo gobernador almohade Abu Zayd, allí establecido y que estaba enfrentado a Zayyan. Burriana cayó el 16 de julio, tras un difícil asedio, y a continuación se rindieron la mayoría de los castillos situados más al norte como Peníscola, Polpís, Alcalatén o Vilafamés. A partir de ese momento Burriana se convirtió en el centro logístico de la conquista: residencia de la corte real y punto de partida de las incursiones por la huerta de Valencia y la ribera del Júcar.[9][nota 1]

- La segunda fase, desarrollada en 1237 y 1238, consistió en la conquista de la ciudad de Valencia (en árabe: بلنسية, Balansiya). Para reunir los medios necesarios Jaime I convocó en octubre de 1236 en Monzón a las Cortes del Reino de Aragón y a las Cortes catalanas prometiendo el repartimiento de las tierras conquistadas a los que participaran. Además solicitó el apoyo del papa Gregorio IX, quien a principios del año siguiente otorgaba el carácter de cruzada a la campaña militar con las consiguientes indulgencias para los que acudieran a combatir a los enemigos de Cristo. El primer paso fue la ocupación de la pequeña atalaya de El Puig, muy cercana a Valencia, en la primavera de 1237. Junto a ella tendría lugar el 15 de agosto la decisiva batalla del Puig, en la que la victoria fue para la pequeña guarnición que había dejado allí Jaime I frente al ejército mucho más numeroso que había reunido Zayyan en un último y desesperado intento de frenar el avance cristiano. En la primavera del año siguiente fue cuando se inició el sitio de Valencia, después de haber rechazado Jaime I la oferta de Zayyan del pago de un fuerte tributo anual y la cesión de todos los castillos al norte del río Turia a cambio de la paz. Valencia capituló el 22 de septiembre y Jaime I haría su entrada solemne en la ciudad el 9 de octubre —ese mismo día la mezquita mayor sería consagrada como catedral cristiana.[12] Tras la caída de Valencia la frontera con los musulmanes se estableció en el río Júcar —a finales de 1238 o principios de 1239 Jaime I tomaba Cullera, situada en su desembocadura—.

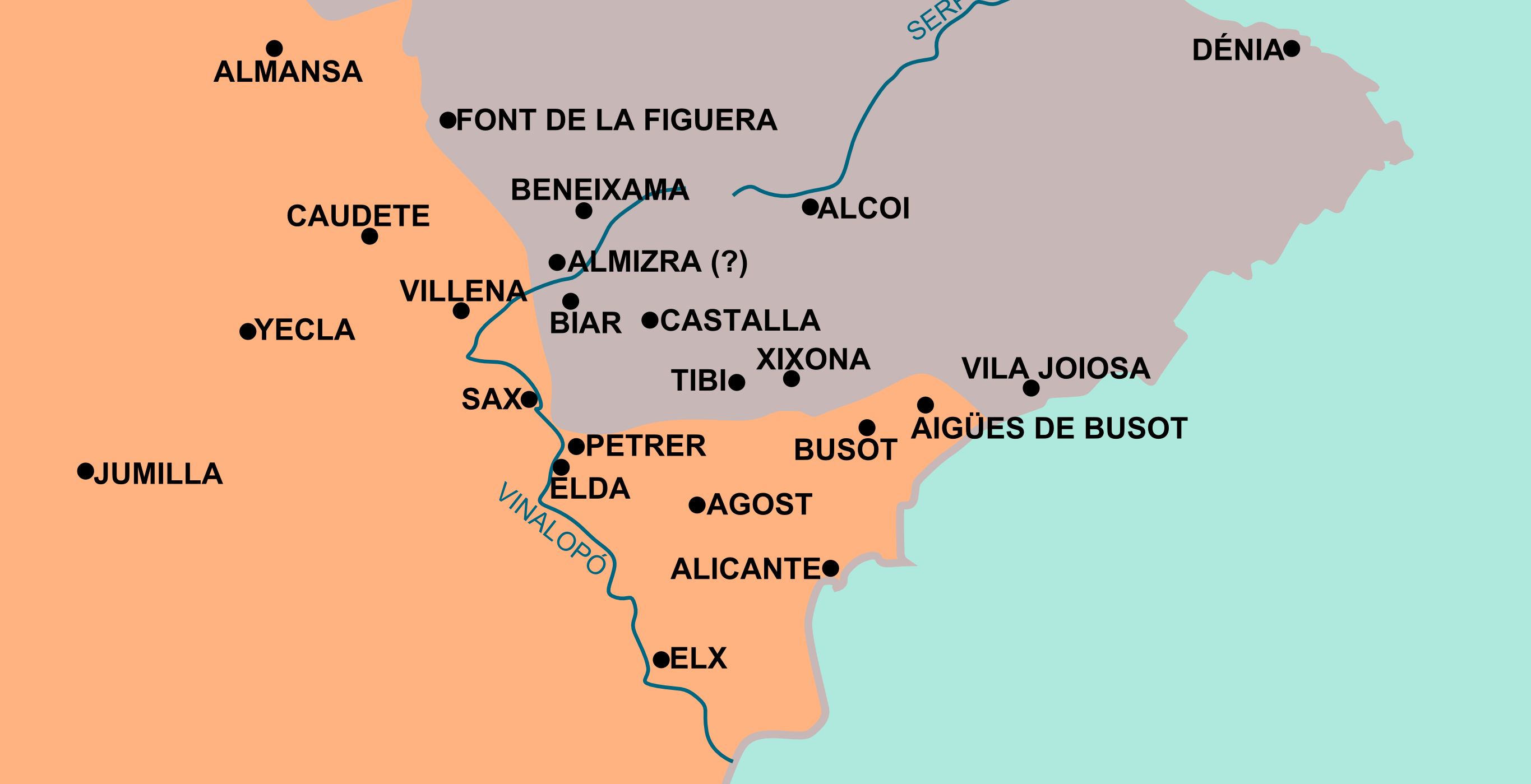
Tratado de Almizra de 1244 que fijó la frontera sur entre la Corona de Castilla (naranja) y la Corona de Aragón (gris) en la línea Biar-Busot.

- La tercera fase consistió en la conquista de los territorios más allá del río Júcar, en poder de Zayyan tras la muerte de Ibn Hud en 1238. Comenzó con la conquista de Alcira en 1242, seguida al año siguiente de las tomas de Denia y de Játiva, y se cerró con la toma de Biar en febrero de 1245,[nota 2] donde quedó fijada la frontera meridional del nuevo reino, cumpliéndose así lo establecido en el Tratado de Almizrra, firmado el año anterior por las Coronas de Castilla y de Aragón.[14]

### Incorporación de las comarcas meridionales (1296-1305)
En 1264 estalló una rebelión de los musulmanes de Murcia y Jaime I acudió en ayuda de su yerno, el rey de Castilla Alfonso X el Sabio, y conquistó los principales centros de la revuelta (Alicante, Elche, Orihuela y Murcia) pero no los anexionó al reino de Valencia, sino que pasaron a formar parte del reino de Murcia, integrado en la Corona de Castilla. Treinta y dos años después, Jaime II de Aragón, nieto de Jaime I, aprovechó la crisis dinástica que se vivía en Castilla tras la muerte de Alfonso X el Sabio y entró en el reino de Murcia tomando en pocos meses Alicante, Elche, Orihuela, Murcia y Cartagena. La guerra continuaría durante los cinco años siguientes y en 1301 Jaime II ocupaba también Mula y Lorca, ya cerca de la frontera con el reino nazarí de Granada. Finalmente representantes de las dos Coronas se reunieron en 1304 en Torrellas donde alcanzaron un acuerdo de paz, conocido como Sentencia arbitral de Torrellas, por el que se repartieron el reino de Murcia. El norte, de Alicante a Cartagena, quedaría en manos de Jaime II, y el sur, incluyendo la capital, volvería a Castilla. Un nuevo acuerdo firmado en Elche al año siguiente cedía Cartagena a Castilla y establecía definitivamente en Guardamar el límite meridional del reino de Valencia.

## Colonización
La colonización del territorio por cristianos venidos del norte no siguió de manera lineal las fases de la conquista por lo que muchas zonas no fueron ocupadas inmediatamente —la escasa afluencia inicial obligó a mantener a la población musulmana para que las tierras siguieran produciendo—, sino después de las grandes revueltas de 1247 y de 1276 encabezadas por Al-Azraq, que se saldaron con el desalojo o la reubicación de los andalusíes (convertidos en mudéjares).
En una primera etapa, entre 1232 y 1236, fue colonizado el norte, entre Morella y Burriana, aunque todavía subsistieron algunos núcleos musulmanes, como Cervera, Peníscola y Alcalá de Chivert. En esta área la nobleza tuvo una destacada participación, con dominios tan extensos como el de Blasco de Alagón o los de las órdenes militares del Temple y del Hospital, que superaron a los del patrimonio real, reducido a las villas más importantes. El método empleado fue el de la concesión de cartas pueblas, otorgadas tanto por la corona como por los señores laicos y eclesiásticos.

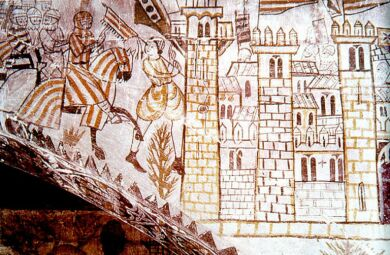
Pintura mural del castillo de Alcañiz que representa la entrada de Jaime I en Valencia.

En la colonización de la ciudad de Valencia y de su huerta, así como de las comarcas cercanas, se siguió el sistema que se había empleado en Mallorca de donaciones concretas e individuales que fueron registradas en el Llibre del Repartiment, «una especie de inventario y división del botín territorial obtenido, que incluía tanto las concesiones de casas y tierras a los pequeños pobladores, en lotes familiares más o menos homogéneos, como los rafales y las alquerías otorgados a la nobleza y repoblados posteriormente a través de cartas pueblas o de establecimientos individuales». En el caso de la ciudad de Valencia, las casas y heredades de sus habitantes (expulsados de ellas) fueron repartidas entre los conquistadores según su categoría social —los nobles recibieron los bienes de la aristocracia andalusí, que incluía las mejores casas y las fincas cercanas—. «Pero el control del repartimiento por parte de la monarquía impedirá la formación de grandes estados nobiliarios que pudieran rivalizar con la corona», ha puntualizado Antoni Furió.
La colonización del territorio al sur del Júcar no comenzó realmente hasta después del aplastamiento de la revuelta musulmana de Al-Azraq de 1247 que supuso expulsiones masivas y traslados forzosos de la población islámica, absolutamente mayoritaria hasta ese momento —la presencia cristiana prácticamente se limitaba a los nobles que ocupaban las fincas y los palacios urbanos de la aristocracia árabe, de Alcira o de Denia, y solo unos pocos centenares de familias cristianas se habían adentrado más allá del Júcar—. «En estas tierras meridionales, el protagonismo de la corona era ya absoluto, libre de injerencias nobiliarias, y toda la estrategia colonizadora , basada más en criterios militares que agrícolas, se orientaba a la consolidación y articulación del territorio conquistado. De aquí el asentamiento de los repobladores en hábitats concentrados y fortificados... en contraste con el poblamiento disperso de la huerta de Valencia, donde se había mantenido el modelo anterior a la conquista. La red de centros colonizadores, todavía débil en los años cincuenta y sesenta —en total, apenas una decena al sur de Játiva: Gandia, Denia, Llutxent, Albaida, Onteniente, Cocentaina, Bocairente y Alcoy—, recibirá un nuevo impulso con las últimas revueltas musulmanas de 1276, que dieron lugar a nuevas deportaciones y reasentamiento de la población islámica, confinada en reservas montañosas, y una nueva oleada de repobladores cristianos», ha señalado Antoni Furió.
Los primeros pobladores cristianos —no consta en ningún documento la hipotética existencia de mozárabes en la taifa de Valencia— fueron las tropas, tanto peones o como caballeros, que participaron en la conquista, a los que siguieron campesinos, mercaderes, artesanos, sacerdotes, etc., todos ellos procedentes en su inmensa mayoría de Cataluña y de Aragón —también gentes de toda la geografía europea cristiana que atendieron a la llamada de la cruzada—. Durante un tiempo se sostuvo que los colonizadores procedentes de Cataluña se habrían establecido en la costa y los de Aragón en el interior, aportando como prueba la división lingüística posterior entre las comarcas valencianoparlantes litorales y las castellanoparlantes interiores. Sin embargo, según Antoni Furió, «no parece que el establecimiento de repobladores se efectuase de manera preferente en una o en otra zona, en función de su procedencia, ya que catalanes y aragoneses se asentaron indistintamente en la costa y en el interior, en tierras de señorío y del rey, en grupos homogéneos o mezclados entre ellos». Lo que acabaría sucediendo, subraya Furió, es que «el nuevo país se insertaría gradualmente dentro del área cultural y lingüística catalana, ya que tanto la lengua de la administración, desde la cancillería real a las escribanías municipales, y la de los negocios, la de los intercambios comerciales, como la de la calle, la que se hablaba mayoritariamente en las villas y pueblos del país, era el catalán».

### Debate historiográfico sobre la procedencia de los pobladores cristianos

Repoblación del Reino de Valencia entre 1238 y 1425, según Enric Guinot. En rojo, mayoría de catalanes. En azul, mayoría de pobladores de otras procedencias, sobre todo aragoneses. En blanco, sin datos. Aparece la línea divisoria lingüística actual entre las comarcas valencianoparlantes y las castellanoparlantes.

Enric Guinot ha afirmado que, partiendo de los estudios antroponímicos —que «han podido establecer unos mecanismos estadísticos aceptables sobre de dónde vinieron al nuevo reino los pobladores»—, «a grandes rasgos se constata un predominio claro de los colonos procedentes de Cataluña en una proporción aproximada de dos tercios, mientras que un tercio fueron aragoneses y cantidades mucho más reducidas de navarros y occitanos». Su investigación la publicó en 1999 en el libro en dos volúmenes titulado Els fundadors del Regne de València, en el que, como explicó en un artículo posterior, se recoge «sistemáticamente el testimonio individual del nombre y apellido de miles y miles de colonos que emigraron a estas tierras valencianas durante los siglos XIII y XIV. El análisis sistemático de los dos modelos antroponímicos estándar existentes por separado en Cataluña y Aragón durante aquellos tiempos nos permitió compararlos con los listados de antropónimos de más de un centenar de pueblos valencianos repoblados por cristianos durante los primeros ciento cincuenta años después de la conquista, entre 1238 y 1400 aproximadamente. Los resultados son las conclusiones aportadas en aquel libro y, en nuestra opinión, permiten demostrar de forma categórica y contundente la existencia de una repoblación mayoritariamente catalana durante aquellas primeras generaciones, la cual es el origen de nuestros pueblos, de nuestra gente, de nuestra cultura y de nuestra lengua».
El libro de Guinot Els fundadors del Regne de Valencia (1999) ha sido elogiado por historiadores especialistas en el periodo como el estadounidense Robert I. Burns que considera que «tanto en su concepción como en su ejecución Fundadors es un libro importante, de hecho un hito en la historiografía y la onomástica valencianas», «marca un punto de inflexión en la historiografía de la Valencia medieval». «El autor reúne unos 40 000 nombres de colonos, junto con un examen o reconstitución del mapa lingüístico de las tierras de origen. Esto puede mostrar "el origen humano" de cada grupo mediante una cuantificación objetiva. Los resultados revierten totalmente la visión recibida sobre los orígenes y la identidad de la comunidad valenciana medieval», argumenta Burns.
Por el contrario, en un intento de refutar las conclusiones de la obra de Guinot, el filólogo clásico Xaverio Ballester (Orígenes de la lengua valenciana. La hipótesis repoblacionista, 2021) ha recuperado la tesis defendida en los años 1970 por Antonio Ubieto Arteta y por Amparo Cabanes Pecourt, «que tienen un seguimiento nulo en la historiografía actual», de que los musulmanes de la taifa de Valencia eran bilingües, hablaban un árabe dialectal y también el romance, del que derivaría el valenciano actual, y que por tanto sería una lengua diferente del catalán. Para seguir sosteniendo esta tesis Xaverio Ballester llega a cuestionar que las tierras valencianas fueran repobladas por gentes venidas de Aragón y de Cataluña, lo considera una mera «hipótesis» —que denomina «hipótesis repoblacionista» o «aloctonista»—, a la que opone su teoría «autoctonista»—, con lo que rompe con el consenso alcanzado por los lingüistas y los historiadores del periodo de todas las tendencias y procedencias, como ha señalado Guillermo Tomás Faci en la reseña del libro publicada en la Revista de Historia Jerónimo Zurita en 2022. Según Faci, «el autor parte de la premisa de que hay dos grandes teorías: la «aloctonista» que rechaza (esto es, el valenciano procede de los repobladores catalanes asentados tras la conquista), y la «autoctonista», a la que parece inscribirse (el valenciano proviene de los mozárabes y muladíes que vivían allí antes de la llegada de Jaime I). Ese presupuesto resulta, cuanto menos discutible: a día de hoy, la primera es una teoría bien argumentada que se asienta sobre los trabajos de lingüistas (Ramón Menéndez Pidal, Antoni Maria Alcover, Manuel Sanchis Guarner, Emili Casanova…) e historiadores (Robert I. Burns, Pierre Guichard, Josep Torró, Enric Guinot…) de todas las tendencias y procedencias, concordante con lo que sucede en el resto de la Península Ibérica (aunque él diga lo contrario, pp. 61-65), y aceptada de forma general por la comunidad académica; frente a ella, la segunda no pasa de ser un heterogéneo conjunto de matices, reservas y dudas de algunos autores, muchos de ellos extra académicos, pero en absoluto una tesis bien articulada». Faci considera que Xaberio Ballester «se enfrenta a un problema estrictamente histórico para el que demuestra poca formación» —«arremete contra uno de los procesos históricos mejor documentados y estudiados del Medievo ibérico: la colonización cristiana de Al-Ándalus»—, y destaca además que «recurre constantemente a la "falacia del hombre de paja", es decir, los enunciados originales que rechaza se reemplazan por otros diferentes (que se les parecen), y la refutación se dirige contra los segundos, lo cual desemboca en la ilusión de que los primeros han sido desmontados». Faci concluye que «la arremetida [contra la obra de Guinot], lejos de plantear una posible relectura rigurosa de los abundantísimos materiales que aporta Els fundadors, se mueve entre la obviedad, el dislate metodológico, la ignorancia y, lo que es más grave, la deshonestidad, elemento este último que –a mi juicio– pone en cuestión el valor científico del libro, y obliga a interrogarse de nuevo por sus motivaciones reales».  De hecho en 2013, en apoyo de una proposición no de ley del Partido Popular en la que se pedía que en el DRAE se eliminara la definición del valenciano como «variedad del catalán que se habla en gran parte del antiguo reino de Valencia», había defendido la tesis de que el valenciano procedía de la «mezcla del latín con el ibérico», llegando a afirmar que «la única repoblación con repercusiones lingüísticas para la Comunidad Valenciana tuvo lugar probablemente en tiempos de los íberos».
En 1999 el historiador Ramon Ferrer Navarro advertía que la repoblación del Reino de Valencia era un tema polémico y complejo de analizar por la escasez de los datos disponibles, aunque repartía por igual a catalanes y aragoneses por todos los territorios del reino. Sin embargo, dada la fecha de publicación del artículo es posible que desconociera la obra de Guinot que es del mismo año. Quien optó por ignorarla —no aparece en ninguna de las 24 notas a pie de página— fue la historiadora Amparo Cabanes Pecourt que en la conclusión de un trabajo publicado en 2017 afirmó que «queda suficientemente probado que los aragoneses fueron el contingente humano foráneo más importante que intervino en la repoblación valenciana en el siglo de la conquista jaimina y en el siguiente». Para el siglo XIII utiliza como fuente principal el Llibre del Repartiment, pero del reparto de casas de la ciudad de Valencia solo ofrece el número de las que correspondieron a concejos aragoneses (1401), no mencionando la cifra de las que correspondieron a los concejos catalanes, cuyo número fue mayor (1826), según Pedro López Elum, cuyos trabajos tampoco aparecen citados en las notas a pie de página—. Para el siglo XIV recurre a los Llibres de avehinament de la ciudad de Valencia y afirma que «el número de aragoneses que se avecindaron representa el 9,49 % del total de los solicitaron la vecindad; porcentaje que, aunque parezca escaso, es el más alto de la inmigración foránea». La autora no ofrece el dato del número de aragoneses que se avecindaron en la ciudad de Valencia, sólo el porcentaje, pero, según su discípulo Ramon Ferrer Navarro, se trató de 173 personas de un total de 1215 de las que se conoce el lugar de procedencia del inmigrante a lo largo de todo el siglo XIV. Por otro lado, sobre este último siglo, Amparo Cabanes ignoró la obra de Agustín Rubio Vela y de Mateu Rodrigo Lizondo que contradecía completamente su tesis de que la mayoría de los repobladores del reino de Valencia procedían del reino de Aragón.
En 1997 Agustín Rubio Vela y Mateu Rodrigo Lizondo publicaron Antroponímia valenciana del segle XIV, con prólogo de Germà Colón en el que este filólogo e historiador, tras destacar que los autores eran «dos historiadores de una calidad excepcional», advertía al lector de que el Consell Valencià de Cultura, «por razones que me estimo más no comentar», se negó a publicar el libro —«afortunadamente el Institut Interuniversitari de Filologia Valenciana comprendió inmediatamente la trascendencia de esta obra y se honró encargándose de la edición», afirmaba Colón—. Precedido de un estudio previo de los autores, la obra recoge el nombre y el apellido de 4120 individuos cabezas de familia (el 88 % hombres y el 12 % mujeres, en su mayoría probablemente viudas) de once de las doce parroquias (o distritos) de Valencia a mediados del siglo XIV, en un momento en que la urbe tendría entre 25 000 y 28 000 habitantes. Esta especie de censo —«el más antiguo y genuino de la Baja Edad Media, puesto que las listas de donaciones del Repartiment no son realmente de vecinos, sino de gente a la que se les otorga una vivienda en el nuevo país, recién conquistado», ha afirmado Germà Colón— había sido ordenado por los jurats para tener constancia del nombre de las personas y de la cantidad de dinero que se les debía por haberlo adelantado éstas a la ciudad con motivo de tres donativos que la urbe había concedido a Pedro el Ceremonioso entre 1353 y 1364 para la campaña de pacificación de Cerdeña, primero, y la guerra con Castilla, después.

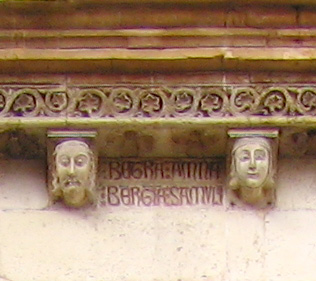
Detalle de la Puerta de la Almoina de la catedral de Valencia —que presenta una gran similitud con la Puerta de los Fillols ['ahijados'] de la Seo Vieja de Lleida— en la que aparecen dos cabezas con la inscripción: «Bertra(n) am(b) Na Ber(en)g(ue)la sa mull(er)». Se cree que la mujer sería una de las trescientas doncellas que según la leyenda habría traído Jaime I desde Lleida para casarlas con los guerreros que habían luchado junto a él en la conquista de Valencia.

En su estudio del listado de vecinos de la ciudad de Valencia Rubio Vela y Rodrigo Lizondo señalaban que los nombres que más se repetían eran seis (Pere, con 510 menciones; Bernat, 315; Guillem, 287; Joan, 259; Domingo, 245; y Jacme, 223) en lo que coincidían casi completamente con las relaciones de nombres más usados durante la misma época en Barcelona (Pere, Bernat, Guillem, Francesc, Jacme, Berenguer y Joan) y en Mallorca (Pere, Bernat, Guillem, Jacme, Berenguer, Bartomeu y Arnau), así como con las de otras localidades del reino de Valencia como Castelló de la Plana (Pere, Domingo, Guillamó o Guillem, Bernat, Joan, Jacme y Berenguer) o Alcira (Pere, Joan, Bernat, Jacme, Guillem, Antoni y Domingo). En cuanto a los apellidos destacaban que 866 eran nombres geográficos y que de ellos 499 eran de localidades de Cataluña (el 57,6% de los nombres geográficos totales) y 161 de Aragón (el 18,6% del total). Se trataba de unos porcentajes que a grandes rasgos coincidían con los que aportó dos años más tarde Enric Guinot en su estudio de la antroponia del conjunto del reino. Por otro lado, los autores destacaban que este distribución coincidía asimismo con la percepción que tenían los habitantes del reino de la época de que la mayoría de los «repobladores» cristianos habían venido de Cataluña, como Francesc Climent Sapera, que afirmó que Valencia fue poblada por personas «em molt gran nombre, de la ciutat de Lleida» —lo que se ha relacionado con la leyenda muy difundida en la época de las trescientas doncellas leridanas que trajo Jaime I para casarlas con los guerreros que habían luchado a su lado— o de Francesc Eiximenis que escribió en 1383: «...poble valencià... vengut e eixit, per la major partida, de Catalunya...».

### El papel de la nobleza
Por otro lado, Enric Guinot también se ha ocupado del papel desempeñado por las noblezas catalana y aragonesa en la «compleja dinámica de instauración de la sociedad feudal» en «las tierras conquistadas por Jaime I en el siglo XIII» —en cuanto al resto de sectores sociales que participaron en la «colonización» Guinot se remite a su libro Els fundadors del Regne de València. Repoblament, antroponímia i llengua a la València medieval (1999, 2 vols.)—. En el estudio de la nobleza aragonesa —el de la catalana lo publicó en 1996 en el Anuario de Estudios Medievales con el título «L'alta noblesa catalana en la conquesta de València»— Guinot afirma que en las sucesivas campañas militares de la conquista la participación de la nobleza aragonesa «fue claramente superior a la de la nobleza catalana contemporánea» por lo que «la "primera nobleza" valencians del siglo XIII tuvo un origen muy mayoritariamente aragonés, frente al origen catalán o navarro». También señala que «la mayor parte de la alta y media-alta nobleza aragonesa de tiempos de Jaime I recibió un patrimonio en el nuevo reino valenciano, con lo que pasaron a ser señores en dos reinos», pero que hacia 1277 se constata una reducción de su número, lo que indica «la vuelta de parte de los linajes al reino aragonés tras los primeros años». Según Guinot, «si bien es indudable que la mayoría de los más poderosos con intereses en Valencia eran también señores en Aragón, nos parece que en esta segunda generación ya se había producido un decantamiento numérico hacia los que habían tenido un origen aragonés pero que ya estaban asentados muy mayoritariamente de forma única en el reino valenciano. Era la pregunta que nos hacíamos en la introducción: cuándo debemos considerar a dicha pequeña nobleza radicada tan solo ya en Valencia como los "nuevos valencianos"... pero eso deberá ser ya objeto de otro trabajo».